# 百々町 (豊田市)
百々町（どうどちょう）は、愛知県豊田市の町名。現行行政地名は、百々町1丁目〜百々町9丁目。住居表示は行われていない。

## 地理

### 河川・池沼
- 矢作川

## 世帯数と人口

### 人口の変遷
国勢調査による人口および世帯数の推移。
| 1995年（平成7年）  | 124世帯 486人  |  |
| 2000年（平成12年） | 155世帯 574人  |  |
| 2005年（平成17年） | 335世帯 1199人 |  |
| 2010年（平成22年） | 347世帯 1246人 |  |
| 2015年（平成27年） | 364世帯 1282人 |  |
| 2020年（令和2年）  | 367世帯 1230人 |  |

## 学区
市立小・中学校に通う場合、学区は以下の通りとなる。
| 丁目・字       | 番地 | 小学校             | 中学校             |
| -------------- | ---- | ------------------ | ------------------ |
| 百々町（全域） | 全域 | 豊田市立平井小学校 | 豊田市立高橋中学校 |

## 交通
- 愛知県道340号細川豊田線

## 施設
- 平井公園
- 東光墓苑
- 豊田市立平井こども園
- 百々町区民会館
- 豊田市立平井小学校
- 百々貯木場
- 百々町阿弥陀堂
- 百々墓地
- 秋葉神社
- 観音堂
- 百々第1ちびっこ広場
- 豊田市立美和こども園

### WEB
1. ↑  “愛知県豊田市の町丁・字一覧”.   人口統計ラボ. 2024年2月26日閲覧。
2. 1 2  総務省統計局 (2022年2月10日). “令和2年国勢調査の調査結果(e-Stat) - 男女別人口，外国人人口及び世帯数－町丁・字等” (CSV). 2023年8月2日閲覧。
3. ↑  “読み仮名データの促音・拗音を小書きで表記するもの(zip形式) 愛知県” (zip).   日本郵便 (2024年2月29日). 2024年3月26日閲覧。
4. ↑  “市外局番の一覧” (PDF).   総務省 (2022年3月1日). 2022年3月22日閲覧。
5. ↑  “ナンバープレートについて”.   一般社団法人愛知県自動車会議所. 2024年1月21日閲覧。
6. ↑  豊田市では全体で住居表示は行われていない。“その他（住民票に関すること）よくある質問”.   豊田市. 2025年5月28日閲覧。
7. ↑  総務省統計局 (2014年3月28日). “平成7年国勢調査の調査結果(e-Stat) - 男女別人口及び世帯数 －町丁・字等” (CSV). 2021年7月20日閲覧。
8. ↑  総務省統計局 (2014年5月30日). “平成12年国勢調査の調査結果(e-Stat) - 男女別人口及び世帯数 －町丁・字等” (CSV). 2021年7月20日閲覧。
9. ↑  総務省統計局 (2014年6月27日). “平成17年国勢調査の調査結果(e-Stat) - 男女別人口及び世帯数 －町丁・字等” (CSV). 2021年7月21日閲覧。
10. ↑  総務省統計局 (2012年1月20日). “平成22年国勢調査の調査結果(e-Stat) - 男女別人口及び世帯数 －町丁・字等” (CSV). 2021年7月21日閲覧。
11. ↑  総務省統計局 (2017年1月27日). “平成27年国勢調査の調査結果(e-Stat) - 男女別人口及び世帯数 －町丁・字等” (CSV). 2021年7月21日閲覧。
12. ↑  “町名別小中学校区”.   豊田市. 2025年6月19日閲覧。